# Гудима Арсен Арсенович
Арсен Арсенович Гудима (нар. 29 вересня 1964, с. Нове Село) — український вчений у галузі медицини, доктор медичних наук (2002), професор, завідувач кафедри медицини катастроф та військової медицини Тернопільського національного медичного університету імені І. Я. Горбачевського, Лауреат Державної премії України в галузі освіти (2018). Син Арсена Гудими.

## Життєпис
Закінчив Тернопільський медичний інститут у 1987 році.
Від 1995 — в цьому виші: старший науковий співробітник Центральної науково-дослідної лабораторії; 1998—2001 — завідувач кафедри медичної інформатики, від 2001 — завідувач кафедри медицини катастроф і військової медицини.

## Наукова діяльність
У 2004 захистив докторську дисертацію на тему «Патогенетичне обґрунтування шляхів підвищення адаптаційних можливостей організму до токсичного ураження печінки в експерименті», за спеціальністю 14.03.04 –патологічна фізіологія.
Коло наукових зацікавлень — пошук фізичних чинників і фармакологічних препаратів із гепатопротекторними властивостями.
Захистив більше 20 кандидатів наук, 3 докторів наук.

## Доробок
Автор і співавтор понад 200 публікацій, має низку патентів на винаходи.

## Відзнаки
- грамота Тернопільської обласної ради (2015)[7]
- Лауреат Державної премії України в галузі освіти (2018)[8]